# Ivo
Ivo  è un nome proprio di persona italiano maschile.

## Varianti
- Maschili: Ivio[3][4], Ives[3][4]
  - Alterati: Ivone[1][3][4], Ivonio[3][4], Ivonetto[4], Ivetto[3]
- Femminili: Iva[3][4]

### Varianti in altre lingue
- Bretone: Erwan[2], Erwann[2]
- Ceco: Ivo[2]
- Francese: Yves[2][3][4][5]
  - Alterati: Yvon[2]
- Germanico: Ivo[2]
- Inglese: Ives[2][4]
- Latino medievale: Ivo[1][4]
- Olandese: Ivo[2], Yvo[2]
- Polacco: Iwo[2]
- Portoghese: Ivo[2]
- Spagnolo: Yvo[3]
- Tedesco: Ivo[2][5]

## Origine e diffusione

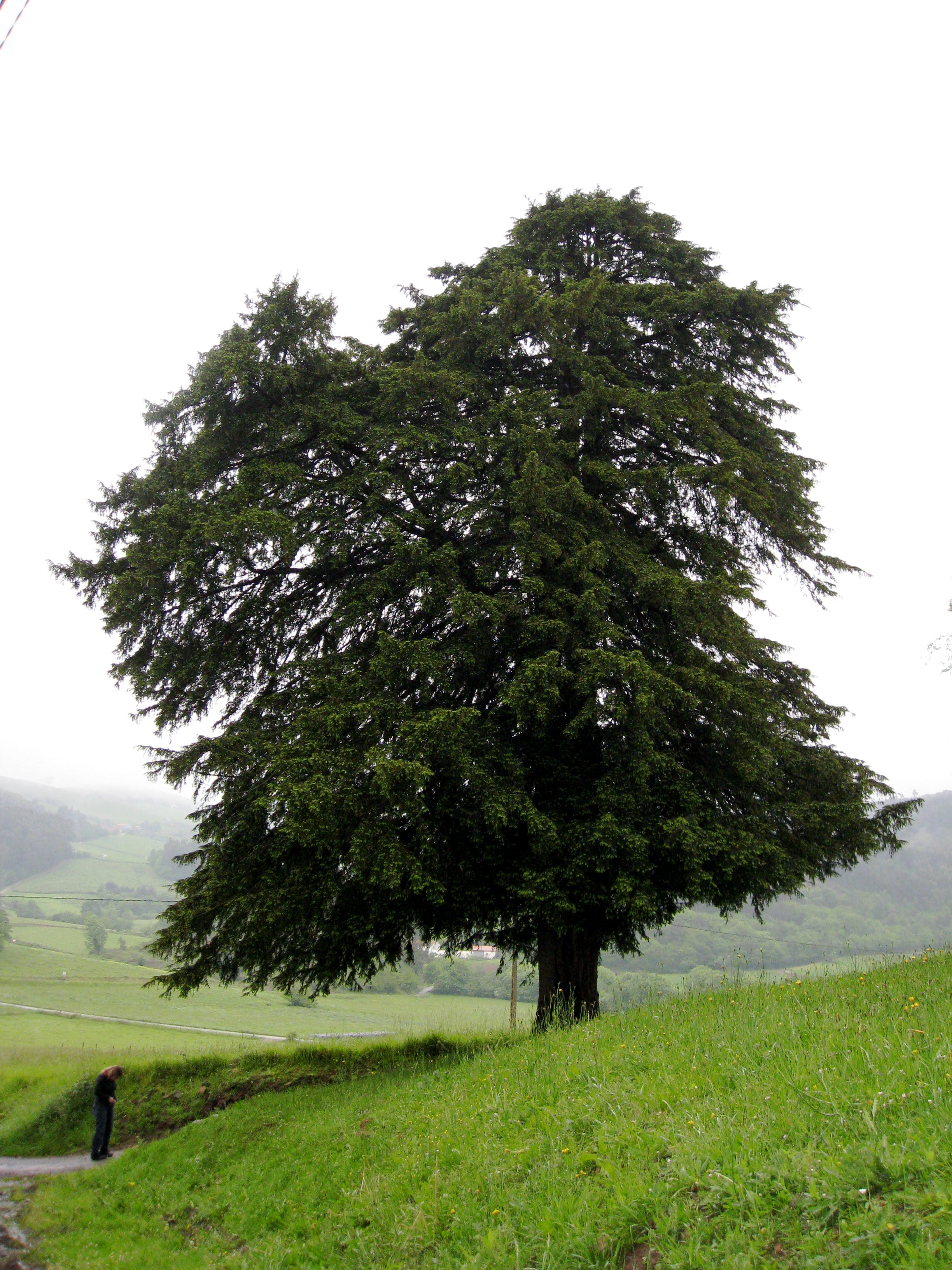
Un tasso (Taxus baccata), albero sacro per le popolazioni celtiche

Continua il nome germanico Ivo, di tradizione francone, originariamente un ipocoristico di altri nomi che cominciavano con la radice iv o ihwa, indicante l'albero del tasso; in alternativa, potrebbe essere ricondotto anche ad un termine celtico imparentato con quello germanico, ivos. Giova ricordare che il tasso era un albero sacro per i Celti e per altri popoli antichi, e che il suo legno era usato per formare lance, archi e scudi.
Il nome Ivo non ha alcun legame con Ivan, Ivano e Ivanhoe; va però notato che coincide con Иво (Ivo), un ipocoristico slavo di Ivan.
Ben diffuso, alle origini, in Francia, e specialmente in Bretagna, si è da lì diffuso anche in vari altri paesi europei; tra questi spicca in particolare l'Italia, dove gode di ottima diffusione (con una frequenza leggermente minore nel Sud continentale e in Sicilia), sostenuto dal culto dei vari santi così chiamati. In Inghilterra il nome era popolare durante il periodo di occupazione normanna, ma non sopravvisse, e venne ripreso solo nel XIX secolo.

## Onomastico
L'onomastico si può festeggiare in memoria di più santi fra i quali, nei giorni seguenti:
- 24 aprile, sant'Ivo, vescovo, eremita nell'Huntingdonshire, le cui reliquie sono venerate nell'abbazia di Ramsey[7][8]
- 19 maggio, sant'Ivo Hélory, o di Kermartin, sacerdote bretone, patrono degli avvocati[7][9]
- 23 dicembre (o 23 maggio), sant'Ivo, vescovo di Chartres[7][10]

## Persone

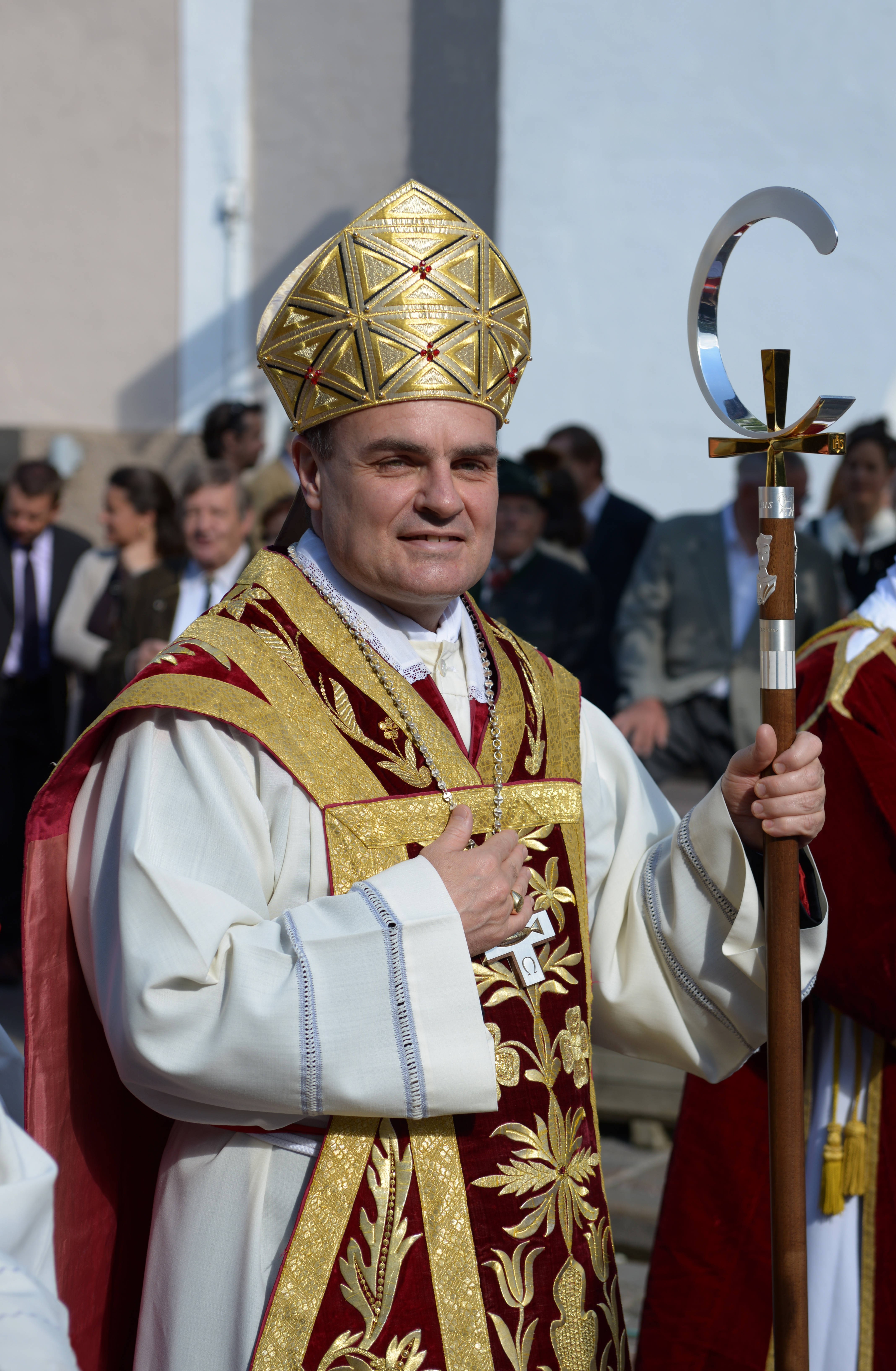
Ivo Muser

Ivo Nutarelli

- Ivo di Chartres, vescovo cattolico e santo francese
- Ivo di Ramsey, vescovo e santo persiano
- Ivo Andrić, scrittore e diplomatico jugoslavo
- Ivo Caprino, regista norvegese
- Ivo De Palma, doppiatore, direttore del doppiaggio e attore italiano
- Ivo Garrani, attore e doppiatore italiano
- Ivo Hélory, sacerdote e santo francese
- Ivo Iaconi, calciatore e allenatore di calcio italiano
- Ivo Karlović, tennista croato
- Ivo Lapenna, esperantista e giurista jugoslavo naturalizzato britannico
- Ivo Mattozzi, storico italiano
- Ivo Milazzo, fumettista italiano
- Ivo Muser, vescovo cattolico italiano
- Ivo Nutarelli, aviatore italiano
- Ivo Sanader, politico croato

### Variante Ivone

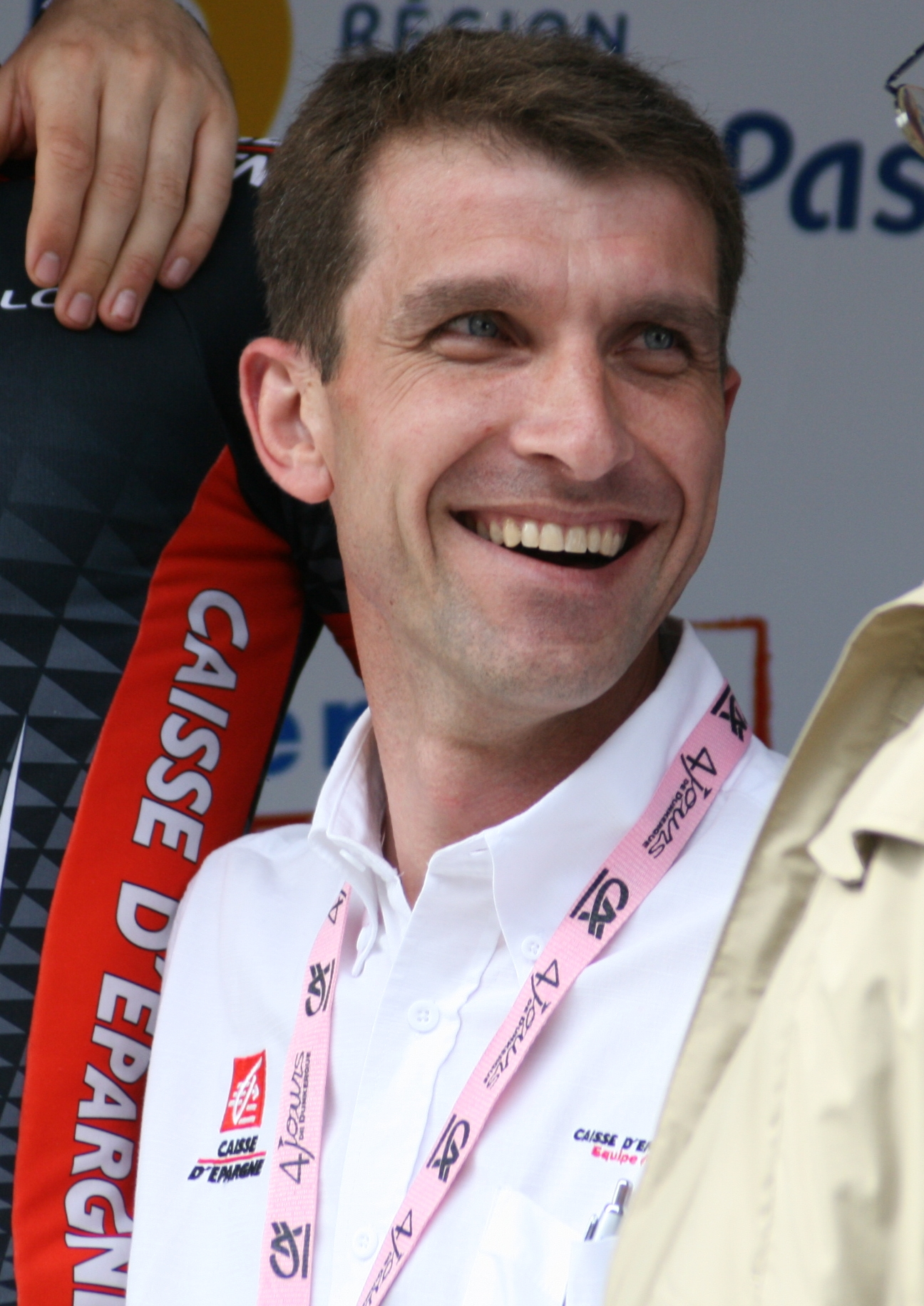
Yvon Ledanois

- Ivone Chinello, partigiano, politico e storico italiano
- Ivone De Franceschi, calciatore e dirigente sportivo italiano
- Ivone Pinton, pilota automobilistico italiano

### Variante Yvon
- Yvon Bertin, ciclista su strada e pistard francese
- Yvon De Begnac, giornalista italiano
- Yvon Douis, calciatore francese
- Yvon Duhamel, pilota motociclistico canadese
- Yvon Ledanois, ciclista su strada e dirigente sportivo francese
- Yvon Le Roux, calciatore francese
- Yvon Petra, tennista francese
- Yvon Pouliquen, calciatore e allenatore di calcio francese

### Variante Yves

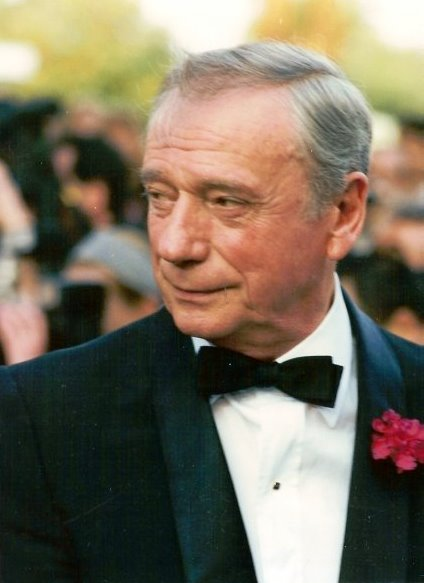
Yves Montand

- Yves Bonnefoy, poeta, traduttore e critico d'arte francese
- Yves Chauvin, chimico francese
- Yves Congar, cardinale e teologo francese
- Yves Coppens, paleontologo e paleoantropologo francese
- Yves Cornière, compositore francese
- Yves de Kerguelen-Trémarec, navigatore francese
- Yves Klein, artista francese
- Yves Lacoste, geografo francese
- Yves Le Prieur,
- Yves Montand, cantante e attore italiano naturalizzato francese
- Yves Rossy, aviatore e inventore svizzero
- Yves Saint Laurent, stilista francese

### Altre varianti

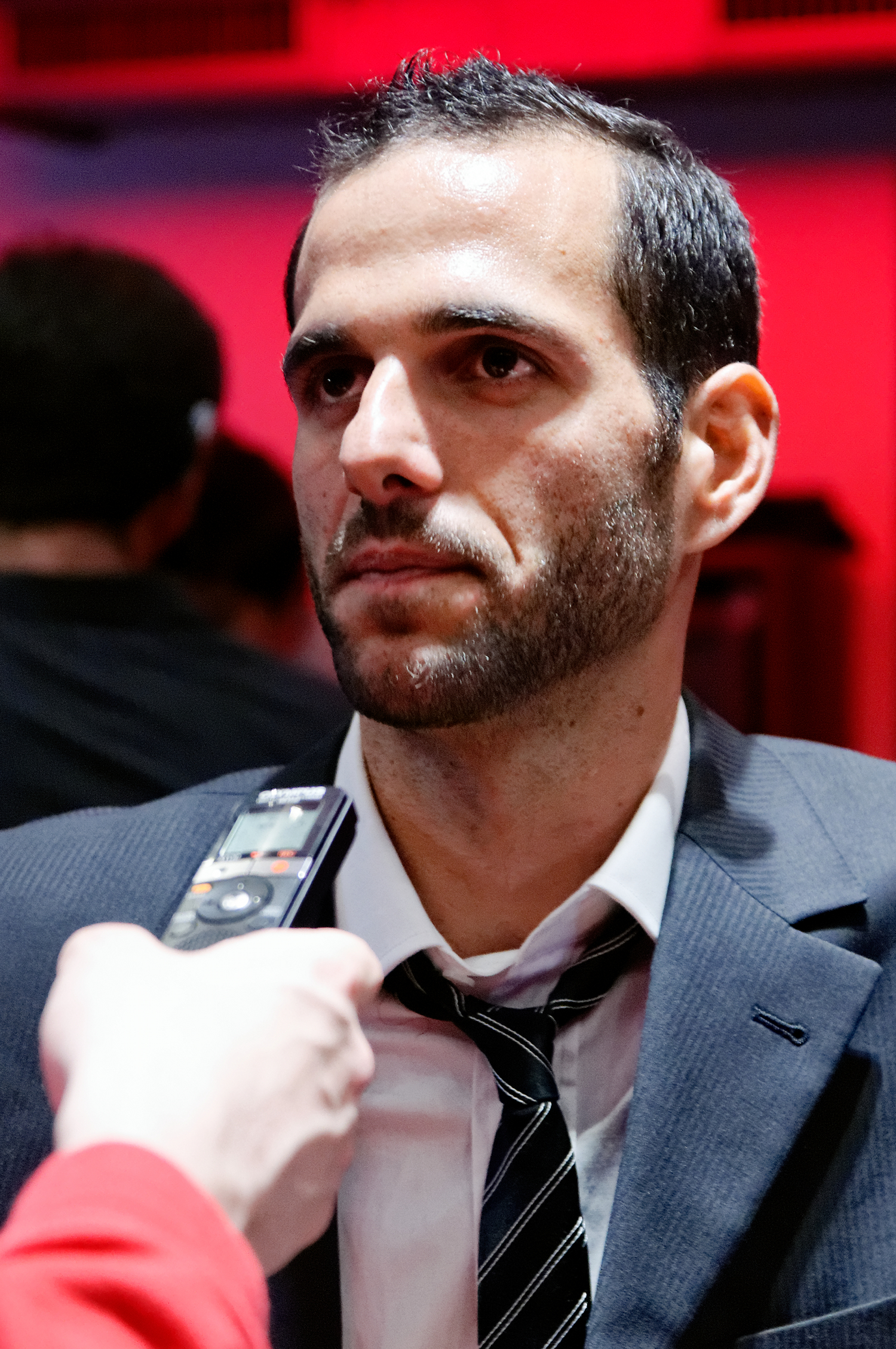
Erwann Le Péchoux

- Erwan Bergot, militare e scrittore francese
- Iwo Kitzinger, cestista polacco
- Erwann Le Péchoux, schermidore francese
- Erwan Nigon, pilota motociclistico francese

## Il nome nelle arti
- Ivo è un personaggio della serie televisiva Incorreggibili.
- Ivo è un personaggio del film del 1995 Ivo il tardivo, diretto da Alessandro Benvenuti.
- Ivo Principe è un personaggio della serie televisiva Squadra antimafia - Palermo oggi.
- Ivo Robotnik, più noto come Dr. Eggman, è un personaggio della serie di videogiochi Sonic the Hedgehog.
- Ivo Salvini è un personaggio del film del 1990 La voce della Luna, diretto da Federico Fellini.